# José Ángel Rodríguez Prieto
José Ángel Rodríguez Prieto, né le 9 octobre 1976, est un homme politique espagnol membre du Parti populaire.

## Biographie

### Vie privée
Il est célibataire.

### Carrière politique
Il est conseiller municipal de Betanzos depuis 2015.
Le 21 octobre 2016, il devient sénateur pour La Corogne au Sénat.